# Jean de Bernuy
Jean de Bernuy, né vers 1475 à Burgos (Castille) et mort en 1540 à Toulouse (France), est un négociant de pastel français du XVIe siècle. Il est connu pour avoir été avec Pierre d'Assézat un des pastelliers les plus prospères, et pour avoir fait construire l'hôtel de Bernuy, considéré comme un des plus beaux hôtels particuliers de Toulouse.

## Biographie

### Jeunesse
Jean de Bernuy naît vers 1475, probablement à Burgos, ville de la couronne de Castille où son père, Juan de Bernuy (ou Bernui), est marchand. Il appartient à une famille de juifs convertis originaires d'Ávila, engagés dans le commerce régional, mais aussi dans le commerce international. Elle s'inscrit dans le cadre des échanges commerciaux qui relient la Castille, le Midi de la France, la Flandre et l'Angleterre. Des membres de sa famille sont implantés à Toulouse depuis la toute fin du XVe siècle, notamment via le réseau marchand de son frère, Diego de Bernuy.

### Carrière
Jean de Bernuy s'établit à Toulouse à la fin du XVe siècle, avant 1499. Il se consacre en particulier au commerce du pastel, dont une partie est vendue en Castille, et il en tire une fortune considérable. 
Il devient un précurseur dans l'organisation de ses chaînes d'approvisionnement, en créant un système complet. Il contrôle par ce moyen toute la chaîne du pastel, de la production sur ses terres comme Lasbordes à l'exportation principalement par voies fluviales, de Toulouse à Bordeau par la Garonne puis en bateau jusqu'en Angleterre et en Flandres, mais surtout en Castille.
En 1501, il obtient des lettres de naturalité et de bourgeoisie. Signe de son insertion dans les réseaux de l'élite urbaine toulousaine, il épouse Marguerite Du Faur, fille d'Arnaud Du Faur (1460-1509), procureur général au parlement et seigneur de Saint-Jory,.
À partir de cette date, la position de Jean de Bernuy dans la société toulousaine s'élève rapidement. Ses lettres de naturalité et de bourgeoisie sont d'ailleurs renouvelées en 1509. Dans les années suivantes, il achète plusieurs terres nobles et, quoiqu'il n'ait pas été anobli, il devient seigneur de Paléficat en 1508, de Villeneuve-la-Comptal en 1515, et de Lasbordes en 1520.
En 1525, le roi François Ier est capturé durant la bataille de Pavie, contre Charles Quint, son grand rival en Europe. Jean de Bernuy se serait porté garant du paiement de sa rançon, et en 1533, alors qu'il vient d'être élu capitoul pour la partie de la Daurade, il aurait reçu à dîner la cour du roi François Ier en voyage de dévotion à Notre-Dame du Puy-en-Velay et à Saint-Sernin (il en avait exprimé le vœu durant sa captivité à Madrid).  

### Hôtel de Bernuy
Seulement 3 ans après son arrivée à Toulouse, il commence un projet de construction d'un hôtel particulier dans la rue des Argentiers (aujourd'hui rue Gambetta). Cet édifice était d'abord dévolu à montrer son statut en tant que marchand très prospère, richissime et influent. L'hôtel de Bernuy demandera des sommes très importantes d'argent, de par sa taille et la qualité du mobilier et des intérieurs. Les travaux prendront plus de 30 ans, et ne se termineront qu'en 1536. Durant cette époque, l'hôtel sera très souvent remanié au gré des envies de Jean de Bernuy et des nouvelles modes architecturales. 
Les ornementations très importantes de l'hôtel prennent leurs sources dans plusieurs courants architecturaux. Tout d'abord des inspirations castillanes, avec par exemple des colonnes telles que décrites dans le livre Medidas del Romano de Diego de Sagredo (alors le premier livre sur l'architecture publié en dehors d'Italie) sur les différents types de colonnes, mais aussi des inspirations typiquement toulousaines, avec par exemple une tour capitulaire (alors la plus haute de Toulouse) et l'emploi de la brique, symbole de la ville.

### Mort
Jean de Bernuy meurt en 1540, entre le 27 avril et du 28 juillet. Pourtant, d'après la tradition, il ne serait mort qu'en 1556 : lors de la visite de son neveu, Diego de Bernuy, il aurait donné en spectacle le combat d'un taureau avec des chiens dans la basse-cour de l'hôtel. Mais, le taureau s'étant échappé, l'aurait tué en l'empalant sur ses cornes. Il est enterré dans la chapelle Saint-Jacques du cloître des Jacobins,.

## Mariage et descendance
Jean de Bernuy épouse vers 1502, en premières noces, Marguerite Du Faur, fille d'Arnaud Du Faur, seigneur de Saint-Jory, et de Fine de Peiroulères. Ils ont au moins cinq enfants :
- Jacques, abbé de La Capelle, conseiller, puis président au parlement ;
- Guillaume (mort en 1544), greffier au parlement, marié vers 1530 à Madeleine Binet ;
- Jean (mort en 1572), marchand, vicomte de Lautrec, marié à Marguerite de Foix-Caraman ;
- Éléonore (morte en 1569), mariée en 1531 à Michel Du Faur (vers 1502-1575), seigneur de Saint-Jory ;
- Madeleine, mariée en 1531 à Jean de Lagriffoul, conseiller au parlement ;

Il épouse vers 1530, en secondes noces, Marguerite de Roux, fille de Vany de Roux et de Jeanne Pagèse. Ils ont une fille :
- Pierre, seigneur de Loupiac-Saint-Lieux et de Labastide-Beauvoir, maître des eaux et forêts en Languedoc, sénéchal de Lauragais ;
- Jeanne (morte en 1597), mariée le 24 décembre 1552 à Mathieu de Chalvet de Rochemonteix (1528-1607), seigneur de Merville.